# Лабус, Миролюб
Миролюб Лабус (серб. Мирољуб Лабус; 28 февраля 1947, Мала Крсна) — сербский экономист и политик.
В 1970 году он окончил факультет права Белградского университета. В 1975 году он получил степень магистра в университете, а в 1978 году защитил докторскую диссертацию на основе работы, посвященной марксистской теории спроса и предложения. Его профессиональная карьера началась в своей альма-матер. Он получил стипендию Фулбрайта, проходил стажировку в Корнеллском университете, где позже стал приглашенным профессором на факультете экономики. Он был назначен профессором на факультете права Университета Белграда, был также советником в Федеральном бюро статистики и научным сотрудником Института экономики в Белграде.
В 1966—1972 годах он был членом Союза коммунистов Югославии. В 1990 году он присоединился к Демократической партии, которую оставил в 2002 году. В 1999 году он основал экспертную неправительственную организацию Г17+, которая в 2002 году превратилась в политическую партию. Он представлял партию на выборах в Народное собрание Сербии в 2003 году. 3 марта 2004 вступил на должность вице-премьер-министра в правительстве Воислава Коштуницы, которую оставил 8 мая 2006 года (в том же году новым председателем партии был избран Младжан Динкич). Миролюб Лабус отошел от политической деятельности, вернувшись к научной работе.
Он является автором и соавтором книг по экономике.

## Книги
- Fundamentals of Economics, (1995, 1997) (Original: Osnovi ekonomije)
- Fundamentals of Political Economy, (with D. Šoškić) (1992) (Original: Osnovi političke ekonomije)
- Contemporary Political Economy (1990) (Original: Savremena politička ekonomija)
- General Equilibrium of Economy, (with D. Vujović) (1990) (Original: Opšta privredna ravnoteža)
- Social or Collective Ownership Rights (1987) (Original: Društvena ili kolektivna vlasnička prava)